# 2,5-Дигидроксибензойная кислота
2,5-дигидроксибензойная кислота (гентизиновая кислота) — одноосновная ароматическая карбоновая кислота, находит своё применение в качестве матрицы в МАЛДИ масс-спектрометрии. Производное бензойной кислоты.

## Свойства
Хорошо растворима в этаноле и эфире, умеренно в хлороформе и воде (0,83г (0°C),2,2г (25°C)), не растворима в бензоле.
pKa1=2,97 (25°C, вода), pKa2=10,5 (25°C, вода)

## Синтез
Способы получения гентизиновой кислоты:
- карбоксилированием гидрохинона под давлением в присутствии карбоната и сульфида калия
C6H4(OH)2  +  CO2   →   C6H3(CO2H)(OH)2
- окисление салициловой кислоты персульфатами
- 4-ступенчатый синтез из диацетилгидрохинона.
- гидролизом 5-бромсалициловой кислоты щелочью в присутствии порошка меди при нагревании.
- диазотирование 5-аминосалициловой кислоты и распад соли диазония кипячением с водой.

## Биологическая роль
Гентизиновая кислота является минорным продуктом метаболизации ацетилсалициловой кислоты, обеспечивая её жаропонижающий эффект. Также обладает анальгетическим и противовоспалительным действиями.
Некоторые производные гентизиновой кислоты являются антибиотиками.